# Cikorie (plante)
Cikorie (Cichorium intybus) er en 60-80 centimeter høj urt, der vokser ved vejkanter og på agerjord. Cikorie dyrkes og sælges under navnet julesalat.

## Beskrivelse
Cikorie er en flerårig, urteagtig plante med en stiv, opret vækst. Det første år danner planten kun en grundstillet bladroset, der består af omvendt ægformede blade med groft tandet rand. Stænglerne ses fra og med andet leveår. De er udspærret forgrenede, furede og børstehårede. Stænglerne bærer enkelte, meget smalle og spredtsiddende stængelblade. Oversiden er græsgrøn, mens undersiden er en smule lysere og børstehåret.
Blomstringen sker i juli-september, hvor man kan finde blomsterne i åbne, endestillede stande. De enkelte blomster er egentlig kurve, der udelukkende består af tungeformede, blå randkroner. Frugterne er nødder med en utydelig, hindeagtig fnok.
Rodnettet består af den fortykkede, lodrette jordstængel, der går over i en kraftig og dybtgående pælerod med tynde siderødder.
Højde x bredde og årlig tilvækst: 1,00 x 0,40 m (100 x 40 cm/år). Målene kan bruges til beregning af planteafstande i fx haver.

## Voksested
Cikorie er udbredt i Nordafrika, Mellemøsten, Kaukasus, Centralasien, Kina og Sibirien samt Europa. I Danmark findes den almindeligt i Østjylland og på Øerne, mens den ellers er sjælden. Den er knyttet til lysåbne voksesteder på tørre, kalkrige jorde, ofte langs vejkanter og på skråninger og overdrev.
På de gamle bymure i Thessaloniki i det nordlige Grækenland vokser den i et ekstremt tørt, kalkrigt miljø sammen med blandt andre almindelig fennikel, almindelig ledris, pigæble, bjergmandstro, duskhyacint, gold havre, gul reseda, haveløvemund, havemorgenfrue, hvid stenkløver, hvid stenurt, håret flitteraks, kostfuglemælk, lægejernurt, markbynke, moskuskatost, prikbladet perikon, vellugtende heliotrop og vild durra

## Indholdsstoffer
Planten oplagrer stoffet inulin som reservenæring i roden. Den bitre smag i bladene skyldes i første række stofferne esquiterpenerne lactucin og lactucopikrin. Desuden indeholder planten aesculetin, aesculin, cichoriin, umbelliferon, scopoletin og 6,7-dihydroxykumarin.

## Anvendelse
Skud af cikorie, dyrket i mørke, sælges sidst på efteråret under navnet "julesalat". Tidligere har de tørrede og ristede rødder været brugt som kaffeerstatning, solgt under besættelsen og i årene efter under navnene Rich's og Danmarks. Odense-Kerteminde-Martofte Jernbane havde, mens den opererede, et stop ved cikorietørreriet ved Seden Station.
Måske vil cikorie vende tilbage som nytteplante. I 2005 viste forskningsresultater fra Det Biovidenskabelige Fakultet, at ornesmag og lugt i slagtede svin kunne modvirkes ved at give cikorierødder i foderet lige før slagtningen. Samtidig kunne man påvise en gavnlig effekt på grises almene sundhedstilstand. Grisedysenteri og forskellige indvoldsorm var blandt de lidelser, cikorie kunne imødegå.
| Portal | Portal:Botanik |